# Delphinium ×belladonna
Espèce
Delphinium ×belladonna est une espèce de plante ornementale hybride de la famille des Renonculacées.